# Птицечовкови жаби
Птицечовковите жаби (Rheobatrachus) са род изчезнали земноводни от семейство Австралийски жаби (Myobatrachidae).
Таксонът е описан за пръв път от американския ботаник Дейвид Лиъм през 1973 година.